# Axia ernestina
Axia ernestina är en fjärilsart som beskrevs av Turati 1934. Axia ernestina ingår i släktet Axia och familjen Axiidae. Inga underarter finns listade i Catalogue of Life.